# 马伟 (1961年)
马伟（1961年3月—），男，汉族，河北邢台人，中华人民共和国政治人物，曾任中共青海省委组织部副部长、常务副部长，青海省人大常委会副主任，中共十六大代表。